# Mahi Rood
Mahi Rood (persiska: ماهیرود, Mahrūd, Māhīrūd) är en ort i Iran.   Den ligger i provinsen Khorasan, i den östra delen av landet, 1 000 km öster om huvudstaden Teheran. Mahi Rood ligger 934 meter över havet och antalet invånare är 331.
Terrängen runt Mahi Rood är kuperad norrut, men söderut är den platt. Mahi Rood ligger nere i en dal. Trakten runt Mahi Rood är nära nog obefolkad, med mindre än två invånare per kvadratkilometer. Mahi Rood är det största samhället i trakten. Trakten runt Mahi Rood är ofruktbar med lite eller ingen växtlighet.